# Federico More Barrionuevo
Federico More Barrionuevo (Puno, 21 de enero de 1889 - Lima, 8 de febrero de 1955), fue un periodista y escritor peruano. Cultivó la narrativa, la poesía y el ensayo literario, pero destacó más en el periodismo, especialmente en el comentario político.

## Biografía
Hijo del coronel Federico More Ruiz y de Julia Barrionuevo. Nació en la hacienda Miraflores, cerca de Lampa, en el departamento de Puno. Era descendiente de un escocés llamado John Moore, que se había establecido en Puno como hacendado.
Inició sus estudios escolares en Puno, que los prosiguió en colegios religiosos de Lima y Arequipa. En 1901 pasó al Colegio Nacional San Carlos, de su ciudad natal. De nuevo en Arequipa, concluyó sus estudios en el Colegio Nacional de la Independencia Americana (1902-1904).
Fue en Arequipa donde hizo su primer intento periodístico al redactar con otros alumnos una publicación titulada "El Fuete", que no duró mucho. Luego ingresó a la Escuela Militar de Chorrillos, donde apenas cursó el primer año, experiencia de la que se recuerda que con algunos alumnos redactó también una hoja, titulada "El Sable", donde tuvo la osadía de burlarse de sus superiores. Tal publicación no pasó del segundo número.
Desde 1906 se dedicó de lleno al periodismo; ese mismo año salieron a la luz sus primeros poemas en la revista El Lucero de Lima, con unos comentarios muy halagadores que lo anunciaban como una promesa de la literatura peruana. Pero sería en el periodismo en donde desenvolvió mayormente su talento. Sus primeros artículos y crónicas aparecieron en  El Siglo de Puno, La Bolsa y El Deber de Arequipa, El Eco de Puno y El Comercio del Cuzco; en todos ellos ya mostraba su ánimo de polemista y contestatario, y su calidad de agudo observador político.
En Arequipa frecuentó el grupo literario El Aquelarre, representado por Percy Gibson y Renato Morales de Rivera, principalmente.
En agosto de 1910 llegó a Lima y pronunció en el Centro Universitario un encendido discurso sobre la juventud. En esta primera etapa en la capital peruana, colaboró en sinnúmero de diarios y revistas, comenzando por La Opinión Nacional de Andrés Avelino Aramburú Sarrio.  También colaboró en los diarios La Crónica (donde usó el seudónimo de Stylo), La Tribuna, El Perú y El Momento; y las revistas Variedades y  Mundial. En 1915 fundó y dirigió las revistas Lléveme usted y Cómo está Ud.
En Lima se vinculó con los intelectuales de la época, de la mano de Abraham Valdelomar. Conoció incluso al ya anciano Ricardo Palma. Alternó con los jóvenes integrantes del grupo Colónida, colaboró en la revista del mismo nombre, siendo su director en su cuarto y último número, en cuya carátula apareció el retrato de Javier Prado y Ugarteche, rector de la Universidad de San Marcos, con quien tenía cercanía.  Precisamente, por ese tiempo se empeñó en rehabilitar la figura de Mariano Ignacio Prado, el presidente peruano que abandonó el Perú en plena guerra con Chile y que era el padre de Javier.
More fue, indudablemente, el segundo del grupo Colónida, después de Valdelomar. Firmaba en la revista como F. M. Ocho de sus poemas fueron publicados en el libro antológico que editaron los colónidas: Las voces múltiples (1916). Sus contribuciones poéticas se caracterizaban «por un rebuscado esoterismo y cierta enfermiza sensualidad».
Luis Alberto Sánchez lo describió así: «Era un hombre alto, de grandes ojos melancólicos, palabra fácil, tono reposado y adjetivos hirientes. Su buen gusto literario se perdía a veces en arrebatos de barroca elocuencia.»
En 1917 fundó Don Lunes, un semanario humorístico, en colaboración con el dibujante Julio Málaga Grenet.
Luego de despotricar contra Lima y los limeños, a través de una conferencia dada en el Teatro Colón, se alejó del Perú por varios años.  En Bolivia publicó escritos a favor de una salida marítima para dicho país, a costa del Perú, petición que, naturalmente, fue tachada de antipatriota por sus connacionales (1918-1919).
Luego de una corta estancia en Chile, en 1920 viajó a Buenos Aires donde colaboró en La Crítica, La Razón, Caras y Caretas y Hogar. Desató el escándalo cuando se burló de Rabindranath Tagore en un reportaje publicado en La Razón.  También atacó al presidente Augusto B. Leguía, contra quien escribió el panfleto «El tirano entre rejas».
En 1928 se trasladó nuevamente a Bolivia, donde ejerció como redactor de El Diario y La Razón de La Paz;   allí ganó el primer premio en un concurso literario, con su poema «Rapsodia ante el Illimani».
En 1929 regresó al Perú y volvió a radicar en Lima, la ciudad  a la que tanto atacara, aunque esta vez se mostró más moderado. Ejerció como director de La Revista Semanal y fundó El Hombre de la Calle (1930), revistas de humorismo político, labor en la que fue secundado por su hermano Ernesto More.
Desterrado, viajó a Chile en 1932. Ese mismo año polemizó con José Santos Chocano, defendiendo los derechos peruanos sobre Leticia, en litigio con Colombia.  Y nuevamente en el Perú, fundó Todo el Mundo, La Calle y Cascabel, siendo esta última su revista más duradera, pues duró de 1935 a 1951.
Desde 1950 colaboró en el diario El Comercio, donde firmó con el seudónimo de F, y en la revista Caretas de Lima, entonces dirigida por Francisco Igartua, su discípulo predilecto, que luego fue autor y compilador del libro Andanzas de Federico More, publicado en 1989, en homenaje al centenario del nacimiento de More.

## Valoración
- «More, nacido en Puno en 1889, fue uno de los más grandes prosadores del Perú en el siglo XX». (Jorge Basadre).[5]
- «Su estilo versátil, ingenioso y a veces punzante o de ardor polémico, llenó todo una época en la historia del periodismo peruano». (Alberto Tauro del Pino).[1]
- «Federico More (1889-1955) fue un periodista de esos que hoy ya no abundan: comprometido con su tiempo, incisivo, mordaz, anticlerical (arrepentido después), cultísimo. Su ferocidad en el ataque político —fue un exponente importante del panfleto como género— contrasta a cada momento con la elegancia y finura de su prosa ensayística y sus apuntes de corte literario.». (Alonso Rabí Do Carmo).[4]

## Publicaciones

### Poesía
- Miosotis (Lima, 1908)

Asimismo, un grupo de poemas suyos aparecieron en Las voces múltiples (Lima, 1916), la antología del grupo Colónida.

### Drama
- Por ahí van las almas

Se trató de un drama elaborado por 16 escritores peruanos que tuvieron la necesidad de perder la guerra contra chile. Junto con Luis Alberto (1918)

### Crítica literaria
- Gregorio Reynolds y Leonidas Yerovi (La Paz, 1918)

### Panfletos y opúsculos políticos
- Deberes de Chile, Perú y Bolivia ante el problema del Pacífico (La Paz, 1918), donde sostuvo la tesis de que el Perú debía contribuir a devolver a Bolivia el litoral que Chile arrebatara a esta en la guerra del Pacífico.[8]
- La actualidad del problema del Pacífico (Santiago, 1919)
- ¿Tacna y Arica para Bolivia? (La Paz, 1919), donde defiende la tesis de sacrificar a favor de Bolivia el puerto peruano de Arica en poder de Chile.[8]
- Lima, contra Chile, Perú y Bolivia (Antofagasta, 1919).
- Zoocracia y canibalismo (1933), contra la política del aprismo.[1]
- Una multitud contra un pueblo (1934), un furibundo ataque al aprismo.[4]

### Ensayos literarios
- Prosas de la Luna y del mar (1941).

Francisco Igartua, su discípulo predilecto, hizo una selección de sus ensayos en Andanzas de Federico More (Lima, Editorial Navarrete, 1989).